# Мечеть аль-Азхар
Аль-Азхар (араб. جامع الأزهر الشريف‎ —  мечеть самого сияющего‎) — одна из наиболее важных мечетей Египта и одна из наиболее знаменитых в мусульманском мире.

## История
Мечеть построена в 970—972 годах по распоряжению фатимидского военачальника Джаухара. Благодаря помощи Фатимидов мечеть процветала, в ней велось также преподавание исмаилитской доктрины. После взятия Каира Саладином в 1171 году аль-Азхар превратился в рядовую мечеть, где уже велось преподавание суннитских дисциплин, впоследствии мечеть стала одной из твердынь суннитской ортодоксии.
При мамлюкском султане аз-Захире Байбарсе (1260—1277) было отремонтировано обветшавшее здание и улучшено содержание преподавателей и учащихся. С 1266 года в мечети возобновили чтение проповедей.
Аль-Азхар веками служил пристанищем для гонимых и странников; в нём селилась часть иногородних и иноземных преподавателей и учащихся; суфии устраивали в нём свои зикры. Многие знаменательные события разворачивались в стенах аль-Азхара и на площади перед ним. В начале XIX века преподаватели университета возглавили движение против французской оккупации.